# 松本紀生
松本 紀生（まつもと のりお、1972年 - ）は愛媛県松山市出身の自然写真家。

## 人物
- 立命館大学在学中に星野道夫の写真集『アラスカ 光と風』を読んで感銘を受け、中退後にアラスカ大学へ編入し卒業。独学でキャンプや撮影技術を身につけ、アラスカを拠点に1年の半分（夏と冬）は過ごす[2]。オーロラなどの大自然を撮影するネイチャーフォトグラファーとして活動する。

## 書籍
- 『オーロラの向こうに』(教育出版)
- 『アラスカ無人島だより』(教育出版)
- 『極北のひかり』(クレヴィス)
- 『DEEP ALASKA』(インプレス)
- 『原野行』（第40回木村伊兵衛写真賞最終候補）